# Aclastus gracilis
Aclastus gracilis là một loài tò vò trong họ Ichneumonidae.